# جيف باينا
جيف باينا (بالإنجليزية: Jeff Baena)‏ (29 يونيو 1977 – 3 يناير 2025) هو كاتب سيناريو ومخرج أمريكي، ولد في 29 يونيو 1977 في فلوريدا في الولايات المتحدة.

## الأعمال

### أفلام
| السنة | الفيلم          | عمل في | عمل في        | عمل في | م.     |
| السنة | الفيلم          | أخراج  | كتابة سيناريو | منتج   | م.     |
| ----- | --------------- | ------ | ------------- | ------ | ------ |
| 2004  | قابل آل فوكر    | لا     | غير مدرج      | لا     | [ 8 ]  |
| 2014  | الحياة بعد بيث  | نعم    | نعم           | لا     | [ 9 ]  |
| 2017  | الساعات الصغيرة | نعم    | نعم           | لا     | [ 10 ] |

## روابط خارجية
- جيف باينا على موقع IMDb (الإنجليزية)
- جيف باينا على موقع روتن توميتوز (الإنجليزية)
- جيف باينا على موقع ألو سيني (الفرنسية)
- جيف باينا على موقع قاعدة بيانات الفيلم (الإنجليزية)